# Little Warley
Little Warley – wieś w Anglii, w Esseksie. W 1931 wieś liczyła 395 mieszkańców.